# 201308 Hansgrade
201308 Hansgrade este un asteroid din centura principală de asteroizi.

## Descriere
201308 Hansgrade este un asteroid din centura principală de asteroizi. A fost descoperit pe 10 octombrie 2002 la Trebur de Mike Kretlow. Asteroidul prezintă o orbită caracterizată de o semiaxă mare de 3,10 ua, o excentricitate de 0,13 și o înclinație de 2,1° în raport cu ecliptica.